# Anatolij Wasyljew
Anatolij Wasyljew (ukr. Анатолій Васильєв; ur. 28 grudnia 1990 r. w Mikołajowie) – ukraiński wioślarz.

## Osiągnięcia
- Mistrzostwa Świata Juniorów – Pekin 2007 – czwórka ze sternikiem – 6. miejsce[1].
- Mistrzostwa Świata Juniorów – Linz 2008 – czwórka ze sternikiem – 3. miejsce[1].
- Mistrzostwa Świata U-23 – Brześć 2010 – czwórka ze sternikiem – 7. miejsce[1].
- Mistrzostwa Europy – Montemor-o-Velho 2010 – czwórka bez sternika – 12. miejsce[1].